# Обыкновенная рыба-присоска

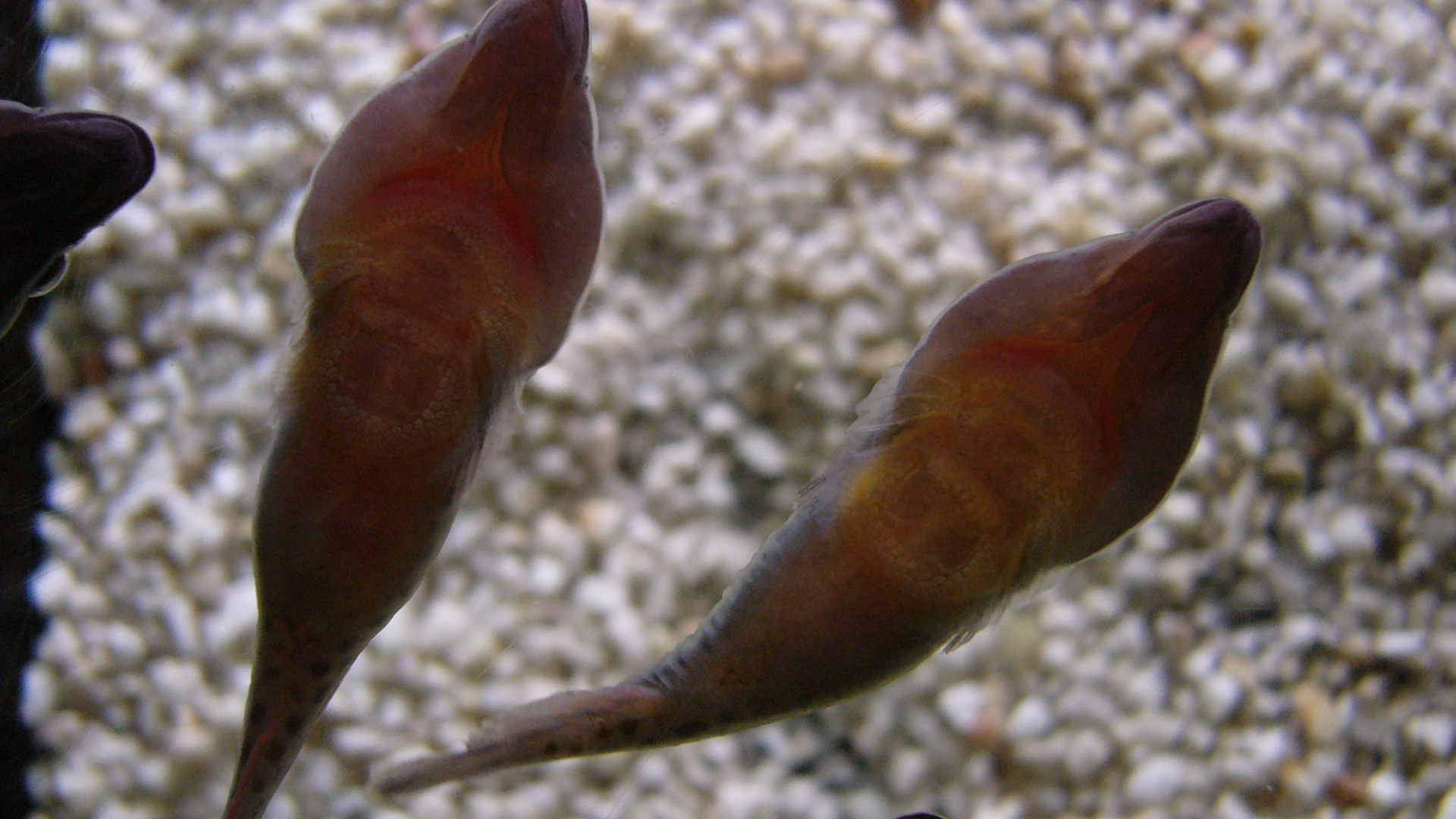
Рыба-присоска на стенке аквариума.
Видны видоизмененные в прикрепительный диск брюшные плавники.

Обыкновенная рыба-присоска, или одноцветная рыба-присоска, или обыкновенная рыба-уточка (лат. Lepadogaster lepadogaster) — вид лучепёрых рыб из семейства присосковых (Gobiesocidae). Населяет мелководные бухты с каменистым дном. Обыкновенная рыба-присоска распространена в  восточной и центральной частях Средиземного моря, встречается у Балеарских островов и в Чёрном море. 

## Систематика
Ранее в составе вида выделяли два подвида: L. lepadogaster lepadogaster и L. lepadogaster purpurea. Молекулярный, морфологический и меристический анализы показали, что L. lepadogaster purpurea является самостоятельным валидным видом L. purpurea.

## Внешний вид
Тело обыкновенной рыбы-присоски в передней части сплюснуто в спинно-брюшном направлении. Голова удлинённая, почти треугольной формы. Рыло широкое, утолщённое, заострённое , напоминает утиный клюв.  Отличительные черты — наличие двух крупных щупалец перед передними ноздрями и двух синих пятен с красным или тёмно-коричневым кантом на голове позади глаз. Брюшные плавники видоизменены в прикрепительный диск. Спинной и анальный плавники с длинными основаниями, соединяются с хвостовым плавником (одно из основных отличий от толсторылой присоски). В спинном плавнике 15—21 мягких лучей, а в анальном — 9—12 мягких лучей. В широких грудных плавниках 20—25 мягких лучей, края плавников закруглённые. 
Максимальная длина тела 6,5 см.

## Размножение и развитие
В Чёрном море нерестится в мае—июне. Икру откладывает между камней или прикрепляет к поверхности скалы слоем по 200—250 икринок. Икра золотистого цвета.
Эмбриональное развитие при температуре 16,5 °С продолжается 16 дней. Длина тела личинок при вылуплении равняется 5,2 мм; имеется рот и анальное отверстие, глаза пигментированы, желточный мешок практически отсутствует. Брюшная поверхность пигментирована. Личинки пелагические и постепенно переходят к придонной жизни. Продолжительность личиночного периода при температуре 16,5 °С составляет 18 дней.